# وزانی
وزانی (انگلیسی: Wazzani) یک شهرک در لبنان است که در شهرستان حاصبیا واقع شده است.